# Ricardo Pachón
Pour les articles homonymes, voir Pachon (homonymie).
Ricardo Pachón, né en 1937 à Séville, est un producteur musical, arrangeur, compositeur et manager espagnol.

## Biographie
Ricardo Pachón est considéré comme le producteur le plus influent du flamenco nuevo et du flamenco moderne. 
Il a produit La leyenda del tiempo de Camarón, les trois premiers albums de Lole y Manuel ou aussi le premier album du groupe Veneno. 
Il a dirigé de nombreux documentaires musicaux, notamment Triana pura y pura.

## Discographie

### Comme producteur
- Lole y Manuel
  - Nuevo día (1975)
  - Pasaje del agua (1976)
  - Romero Verde (1977)
- Veneno
  - Veneno (1977)
- Imán
  - Imán Califato Independiente (1978)
- Camarón de la Isla
  - La leyenda del tiempo (1979)
  - Como el agua (1981)
  - Calle Real (1983)
  - Viviré (1984)
  - Flamenco Vivo (live, 1987)
  - Soy gitano (1989)
  - Autorretrato (1990)
  - Camarón Nuestro (live, 1994)
  - Camarón en París (live, 1999)
  - Antología Inédita (2000)
  - Por Camarón (Divers artistes, 2002)
- Silvio
  - Al este del Edén (1980)
  - Fantasía Occidental (1988)
- Tabletom
  - Mezclalina (1980)
  - Inoxidable (1992)
  - La parte Chunga (1998)
- Pata Negra
  - Los Managers (1980)
  - Rock gitano (1983)
  - Guitarras callejeras (1986)
  - Blues de la frontera (1987)
  - Inspiración y locura (1990)
  - Anticipo flamenco (1994)
- Rafael Riqueni
  - Juego de niños (1986)
- Tomatito
  - Rosas del amor (1987)
- Diego Carrasco
  - A tiempo (1991)
  - Voz de referencia (1993)
- Romero San Juan
  - Poderío (1989)
- Rocío Jurado
  - La Lola se va a los Puertos[1]
- La Macanita
  - Jerez, Xères, Sherry (1998)

### Compositeur de bandes originales de films
- La Lola se va a los puertos (1993)
- Belmonte